# Pseudozelurus
Pseudozelurus es un género de la familia de las chinches asesinas (Reduviidae). De este género hay al menos dos especies descritas.

## Especies
Las especies identificadas del género Pseudozelurus son:
- Pseudozelurus arizonicus (Banks, 1910)
- Pseudozelurus superbus (Champion, 1899)